# 南木曽大橋
南木曽大橋（なぎそおおはし）は、長野県木曽郡南木曽町の木曽川に架かる国道19号（国道256号重複）の橋である。

## 概要
- 形式 - 鋼単純鈑桁橋 + 鋼3径間連続箱桁橋
- 橋格 - 1等橋 (TL-20)
- 橋長 - 246.500 m
  - 支間割 - 24.300 m + ( 65.000 m + 85.000 m + 70.000 m )
- 幅員
  - 総幅員 - 12.500 m
  - 有効幅員 - 11.000 m
  - 車道 - 9.000 m
  - 歩道 - 片側2.000 m
- 総鋼重 - 1104.972 t
- 床版 - 鉄筋コンクリート
- 施工 - 片山ストラテック[注釈 1]、川崎重工業、栗本鐵工所
- 架設工法 - トラッククレーンベント工法

## 歴史
明治時代、中山道の改良工事が進められたが、馬籠宿・妻籠宿付近の勾配が激しいため、それを迂回する道として1892年（明治25年）に木曽川沿いに新道（賎母新道）が開通する。1955年（昭和30年）の山口ダムの完成のため水没し、トンネル（賎母隧道）への付け替えが行なわれた。
昭和40年代以降のモータリゼーションによる交通量増加で慢性的な渋滞が発生したため、旧中央本線（1972年〈昭和47年〉に島田トンネル完成で付替）の跡地を利用したバイパス建設が着手される。このバイパスに接続するために新たに架橋されたのが南木曽大橋である。1982年（昭和57年）12月に供用した。